# Obronna operacja tichwińska
Obronna operacja tichwińska (ros. Тихвинская оборонительная операция) – radziecka operacja wojskowa o charakterze defensywnym przeprowadzona na froncie wschodnim II wojny światowej przez siły Frontu Leningradzkiego oraz 52 i 4 samodzielnej armii podczas obrony Leningradu w rejonie miast Tichwin i Wołchow w październiku-listopadzie 1941 r. Według niektórych badaczy wojny radziecko-niemieckiej operacja jest nazywana obronną operacją tichwińsko-wołchowską .

## Przebieg operacji
Dowództwo Grupy Armii Północ feldmarszałka Wilhelma von Leeba, starając się szybciej zdobyć Leningrad, ale nie licząc na powodzenie bezpośredniego ataku na miasto, postanowiło uderzyć na Łodiejnoje Pole przez Tichwin, aby połączyć się z wojskami fińskimi nad rzeką Świr, a tym samym zamknąć pierścień okrążenia wokół Leningradu. Niemcy skoncentrowali na obszarze na południe od linii Kiriszy–Lubań–Czudowo 1 Armię i XXXIX Korpus Zmotoryzowany (cztery dywizje piechoty, dwie pancerne i dwie zmotoryzowane).
Żołnierze radzieccy bronili 130-kilometrowego frontu na kierunku tichwińskim na prawym brzegu Wołchowa siłami 52 Armii gen. Nikołaja Kłykowa i 4 Armii gen. Wsiewołoda Jakowlewa, które miały w sumie 5 dywizji piechoty i 1 dywizję kawalerii o niepełnych stanach osobowych. Oddziały 54 Armii Frontu Leningradzkiego (dowodzonej początkowo przez gen. Michaiła Chozina, a od 26 października gen. Iwana Fiediunińskiego) broniły się na kierunku wołchowskim, podczas gdy jej główne siły były skoncentrowane na zachodzie i przygotowywały się do ofensywy w kierunku Siniawina.
16 października 1941 r. Niemcy, mający 3–4 krotną przewagę w piechocie i artylerii oraz jeszcze większą w czołgach, sami rozpoczęli ofensywę przeciwko 52 i 4 Armii, wysuwając główne uderzenie na linię Budogoszcz–Tichwin i pomocnicze na Małą Wiszerę. Żołnierze radzieccy stawili twardy opór, ale pod presją przytłaczających sił wroga zostali zmuszeni do opuszczenia Wielkiej Wiszery 22 października i Budogoszczy dzień później. Ofensywa 54 Armii w kierunku Siniawina, która rozpoczęła się 20 października, zakończyła się niepowodzeniem, chociaż związała walką do pięciu dywizji niemieckich.
24 października wróg zaatakował Kiriszę wzdłuż rzeki Wołchow, aby zabezpieczyć lewą flankę zbliżającej się grupy uderzeniowej i odepchnął lewe skrzydło 54 Armii w kierunku Wołchowa. Aby wyeliminować przełom, Stawka wysłała rezerwy do 52 i 4 Armii, a także przeniosła cztery dywizje piechoty z Frontu Leningradzkiego w kierunku Tichwina (dwie dywizje zostały przeniesione drogą lotniczą), trzy z rezerwy Stawki i jedną z rezerwy Frontu Północno-Zachodniego. W burzliwych warunkach pogodowych Ładoska Flotylla Wojenna przetransportowała dwie dywizje piechoty i samodzielną brygadę piechoty morskiej z zachodniego na wschodni brzeg jeziora Ładoga, aby te broniły Tichwina i Wołchowskiej Elektrowni Wodnej.
27 października wojska radzieckie zatrzymały natarcie nieprzyjaciela na rzeczce Mała Wiszerka (52 Armia) oraz w okolicy Sitomli (4 Armia). Niemieckie dowództwo zostało zmuszone do przeniesienia czołgów i jednostek zmotoryzowanych spod Małej Wiszery w kierunku Tichwina i 5 listopada wznowiło ofensywę. 8 listopada Niemcy zajęli Tichwin, przecinając ostatnią linię kolejową, która transportowała towary nad jezioro Ładoga w celu ich dostawy do Leningradu. 28 października wróg rozpoczął ofensywę w kierunku Wołchowa. Po intensywnych walkach trwających do 25 listopada wojska 54 Armii zatrzymały wroga na podejściu do Wołchowa.
Dzięki wytrwałej obronie wojska radzieckie wykrwawiły wroga, uniemożliwiły mu dotarcie do rzeki Świr i jeziora Ładoga oraz stworzyły warunki do przyszłej kontrofensywy.
Operacja trwała 43 dni, z szerokością frontu od 300 do 350 kilometrów i głębokością odwrotu żołnierzy radzieckich od 100 do 120 kilometrów.

## Rezultaty operacji
Obronna operacja tichwińska była jedną z pierwszych radzieckich operacji obronnych, w czasie których wojska niemieckie nie były w stanie osiągnąć swoich celów operacyjnych. Pomimo faktu, że Wehrmacht odniósł częściowy sukces podczas operacji, w szczególności zdobywając Tichwin w centralnym sektorze głównego natarcia, co doprowadziło do zaprzestania dostaw kolejowych do Leningradu, a plan przełamania blokady Leningradu przez 54 Armię został udaremniony, ale w żadnym obszarze cele ofensywne Niemców nie zostały osiągnięte.
Podczas trwania tichwińskiej operacji obronnej główny plan dowództwa niemieckiego, aby połączyć się z wojskami fińskimi w pobliżu rzeki Świr, został udaremniony, co zapobiegło planom całkowitej blokady Leningradu, a niewątpliwie w takim przypadku sam Leningrad, a wraz z nim Flota Bałtycka i wojska broniące miasta byłyby skazane na zagładę. Nie powiodły się również uderzenia pomocnicze Niemców na północ i południe. Na południowej flance niemieckiej ofensywy plan zdobycia Tichwina przez głęboki manewr okrążający  od południa i możliwe połączenie oddziałów Grupy Armii Północ z oddziałami Grupy Armii Środek na północ od Kalinina zostały udaremnione. Dalej na północ, pomimo uporczywych prób wojsk niemieckich, ich plan dotarcia do południowego brzegu jeziora Ładoga również został powstrzymany. Zdaniem rosyjskiego historyka Grigorija Szygina zdobycie Tichwina przez wojska niemieckie było jednak jednym z  powodów zmniejszenia racji żywnościowych, a w jej w wyniku masowej klęski głodu zimą 1941–1942 w najostrzejszym okresie blokady Leningradu. Odmienne zdanie na temat przyczyn klęski głodu w oblężonym Leningradzie prezentuje Mark Sołonin np. w swoim cyklu „O blokadzie Leningradu”.
10 listopada rozpoczęła się ofensywna operacja tichwińska.